# Life Is a Rollercoaster
Life Is a Rollercoaster è un singolo del cantante irlandese Ronan Keating, pubblicato il 10 luglio 2000 come secondo estratto dal primo album in studio Ronan.
Il brano è stato scritto e prodotto dal frontman dei New Radicals Gregg Alexander e da Rick Nowels. Nel Regno Unito ha debuttato alla prima posizione dei singoli più venduti in Irlanda e nel Regno Unito. In quest'ultima nazione, il disco è stato il singolo più venduto dell'anno, certificato disco d'argento dalla British Phonographic Industry.

## Tracce
UK CD single numero 1
1. Life Is a Rollercoaster (Radio Edit) – 3:56
2. Since 13 – 4:01
3. You – 3:23
4. Life Is a Rollercoaster (Music Video) – 4:00

UK CD single numero 2
1. Life Is a Rollercoaster (Radio Edit) – 3:56
2. Life Is a Rollercoaster (Karaoke Version) – 3:56
3. Thank God I Kissed You – 4:21

UK cassette single
1. Life Is a Rollercoaster (Radio Edit) – 3:56
2. Since 13 – 4:01

## Classifiche
| Chart             | Peak position |
| ----------------- | ------------- |
| Svizzera          | 4             |
| Austria           | 5             |
| Francia           | 41            |
| Paesi Bassi       | 5             |
| Belgio (fiandre)  | 3             |
| Belgio (Vallonia) | 38            |
| Svezia            | 2             |
| Finlandia         | 38            |
| Norvegia          | 5             |
| Irlanda           | 1             |
| Italia            | 6             |
| Australia         | 3             |
| Nuova Zelanda     | 1             |
| Regno Unito       | 1             |